# (2360) Volgo-Don
(2360) Volgo-Don (1975 VD3; 1949 XD; 1962 XC) ist ein ungefähr neun Kilometer großer Asteroid des mittleren Hauptgürtels, der am 2. November 1975 von der russischen (damals: sowjetischen) Astronomin Tamara Michailowna Smirnowa am Krim-Observatorium (Zweigstelle Nautschnyj) auf der Halbinsel Krim (IAU-Code 095) entdeckt wurde.

## Benennung
(2360) Volgo-Don wurde anlässlich dessen 30-jährigen Bestehens nach dem Wolga-Don-Kanal benannt – ein Kanal, der Wolga und Don verbindet.